# New World Computing
New World Computing war ein US-amerikanischer Hersteller und Publisher von Computer- und Videospielen mit Firmensitz in Agoura Hills, Kalifornien. 
New World Computing ist vor allem für seine Rollenspiel-Reihe Might and Magic und Strategiespiel-Reihe Heroes of Might and Magic bekannt.

## Geschichte
Das Unternehmen wurde 1983 oder 1984 von Jon Van Caneghem und Mark Caldwell gegründet.
Vom 31. Dezember 1993 bis zum 30. Juni 1996 gehörte New World Computing als Tochter-Unternehmen zu NTN Communications. Es wurde für 18 Mio. Dollar in Aktien und unter Übernahme der Firmenschulden an The 3DO Company verkauft. Mit der Insolvenz von 3DO wurde 2003 auch die Abteilung New World Computing aufgelöst.
Die Rechte an Might and Magic und Heroes of Might and Magic gingen in einer Versteigerung an Ubisoft.

## Spiele (Auswahl)
- Might and Magic: The Secret of the Inner Sanctum (1986)
- Might and Magic II: Gates to Another World (1988)
- Might and Magic III: Isles of Terra (1991)
- Might and Magic IV: Clouds of Xeen (1992)
- Might and Magic V: Darkside of Xeen (1993)
- Might and Magic VI: The Mandate of Heaven (1998)
- Might and Magic VII: For Blood and Honor (1999)
- Might and Magic VIII: Day of Destroyer (1999)
- Might and Magic IX: Writ of Fate (2002)

- Heroes of Might and Magic: A Strategic Quest (1995)
- Heroes of Might and Magic II (Publisher, 1996)
- Heroes of Might and Magic III (1999)
- Heroes of Might and Magic III: Armageddon’s Blade (1999, Add-on 1)
- Heroes of Might and Magic III: The Shadow of Death (2000, Add-on 2)
- Heroes of Might and Magic IV (2002)
- Heroes of Might and Magic V (eingestellt)

- Nuclear War (1989)
- King’s Bounty (1990)
- Planet’s Edge (1991)
- Hammer of the Gods (1994)
- Anvil of Dawn (Publisher, 1995)
- Spaceward Ho! (1996)
- Erben der Erde (1994)